# 微小双边凹螺
微小双边凹螺（学名：Chamalycaeus diminutus）为双边凹螺属的动物。双边凹螺属原是环口螺科帶管蝸牛亞科的成員，後來帶管蝸牛亞科獨立出來，今屬环口螺总科之下的帶管蝸牛科。本物種是中国的特有物种。分布于四川等地，生活环境为陆地，主要栖息于潮湿多腐殖质的灌木草丛中、石块树叶下以及阔叶林。

## 外部連結
- 維基物種上的相關：微小双边凹螺